# Стюарт Холмс
Стю́арт Холмс (англ. Stuart Holmes; 10 марта 1884, Чикаго, Иллинойс — 29 декабря 1971, Голливуд, Калифорния) — американский актёр кино и телевидения; скульптор.

## Биография
Йозеф Либхен (настоящее имя актёра) родился 10 марта 1884 года в Чикаго (штат Иллинойс, США). Начал сниматься в кино с 1909 года, взяв актёрский псевдоним Стюарт Холмс, и на протяжении пяти с половиной десятилетий был очень востребованным актёром. В 1910-х — 1930-х годах играл в основном роли первого и второго плана, а затем, до конца кинокарьеры — второго плана и эпизодические. Последняя лента с участием Холмса вышла в 1964 году, когда актёру было уже 80 лет. Амплуа — усатый злодей с угрожающим поведением и холодным взглядом, как правило, итальянец, француз или русский. Зачастую персонажи, играемые Холмсом, не доживают до финала ленты.
Помимо актёрской деятельности Холмс был неплохим резчиком по дереву и скульптором. В рамках Федерального художественного проекта (1935—1943) он создал несколько бюстов для почтовых отделений калифорнийских городов Ошенсайд (в 1936), Клермонт (в 1937) и Белл (в 1937).
Жена — Бланше Мейнард, голливудский астролог.
Стюарт Холмс скончался 29 декабря 1971 года в Голливуде (Лос-Анджелес, Калифорния, США).

## Избранная фильмография
За свою актёрскую карьеру длиной 55 лет (1909—1964) Стюарт Холмс снялся в 554 фильмах и нескольких эпизодах 20 телесериалов. Из этих 554 фильмов 73 были короткометражными, а в 369 он не был указан в титрах.
В титрах указан
- 1915 — Дело Клеменсо[англ.] / The Clemenceau Case — Константин Риц
- 1916 — Дочь богов / A Daughter of the Gods — мавританский купец
- 1916 — Её двойная жизнь[англ.] / Her Double Life — Ллойд Стэнли
- 1916 — Под двумя флагами[англ.] / Under Two Flags — маркиз де Шаторо
- 1919 — Новая луна[англ.] / The New Moon — Орёл Козлов
- 1919 — Жена другого мужчины[англ.] / The Other Man's Wife — Дж. Дуглас Керр
- 1921 — Четыре всадника Апокалипсиса / The Four Horsemen of the Apocalypse — Отто фон Хартротт
- 1921 — Ни одна женщина не знает[англ.] / No Woman Knows — Майкл Фенгер
- 1922 — Пленник Зенды / The Prisoner of Zenda — Великий Герцог «Чёрный» Майкл
- 1922 — Торговая марка её мужа[англ.] / Her Husband's Trademark — Джеймс Беркели
- 1922 — Под двумя флагами[англ.] / Under Two Flags — маркиз де Шаторо
- 1923 — Неизвестный пурпур[англ.] / The Unknown Purple — Джеймс Доусон
- 1924 — Тэсс из рода д’Эрбервиллей[англ.] / Tess of the d'Urbervilles — Александр д’Эрбервилль
- 1924 — Среди друзей[англ.] / Between Friends — Куэйр
- 1925 — Охотники за спасением души[англ.] / The Salvation Hunters — джентльмен
- 1925 — Путь наслаждений / Primrose Path — Том Кэнфилд
- 1926 — Разбитые сердца Голливуда[англ.] / Broken Hearts of Hollywood — Маклейн
- 1927 — Когда мужчина любит[англ.] / When a Man Loves — Людовик XV, король Франции
- 1939 — Остров Дьявола[англ.] / Devil's Island — Густав Лебрун

В титрах не указан
- 1939 — Парень из Оклахомы[англ.] / The Oklahoma Kid — президент США Гровер Кливленд
- 1941 — Почтительнейше ваш / Affectionately Yours — мужчина, танцующий в кафе в Лиссабоне
- 1942 — Янки Дудл Денди / Yankee Doodle Dandy — подтанцовка группы Peck's Bad Boy
- 1945 — Портрет Дориана Грея / The Picture of Dorian Gray — охотник
- 1947 — Призрак и миссис Мьюр / The Ghost and Mrs. Muir — мужчина, выходящий из поезда
- 1949 — По прозвищу «Ник Бил»[англ.] / Alias Nick Beal — министр
- 1951 — Что скажут люди / People Will Talk — член правления факультета
- 1951 — Эбботт и Костелло встречают человека-невидимку / Abbott and Costello Meet the Invisible Man — зритель драки
- 1962 — Пять недель на воздушном шаре / Five Weeks in a Balloon — зритель на выставке воздушных шаров

- С Аннет Келлерман в фильме «Дочь богов» (1916)
- С Тедой Бара в фильме «Её двойная жизнь[англ.]» (1916)
- В фильме «Алая буква» (1917) с Киттенс Рейхерт[англ.] (в центре) и Мэри Мартин (справа).
- С одним из своих бюстов (фото ок. 1919 г.)